# Moduru, Challakere
Moduru là một làng thuộc tehsil Challakere, huyện Chitradurga, bang Karnataka, Ấn Độ.